# Redudasys
Genre
Redudasys est un genre de gastrotriches de la famille des Redudasyidae.

## Liste des espèces
Selon World Register of Marine Species (25 juin 2025) :
- Redudasys brasiliensis Garraffoni, Araújo, Lourenço, Guidi & Balsamo, 2019
- Redudasys fornerise Kisielewski, 1987
- Redudasys neotemperatus Kånneby & Kirk, 2017

## Systématique
Ce genre a été décrit en 1987 par Kisielewski (d).

## Publication originale
- (en) Kisielewski, « Two new interesting genera of Gastrotricha (Macrodasyida and Chaetonotida) from the Brazilian freshwater psammon », Hydrobiologia, 1987, vol. 153, p. 23-30.